# ヴェレシュ・ジェーゼー
ヴェレシュ・ジェーゼー（ハンガリー語: Veres Győző、1936年6月13日 - 2011年2月1日）は、ハンガリーのウエイトリフティング選手。ハイドゥー・ビハール県のベレクベセルメーニ（Berekböszörmény）出身。
1961年から1966年の間に18回もの世界記録を更新し、1962年と1963年の世界選手権で優勝したほか、オリンピックで銅メダルを2枚獲得している。1970年に引退後はコーチとなり、1974年よりオーストラリアに移住している。
2011年2月1日、ビクトリア州メルボルンにて74歳で亡くなった。